# Sweat (A La La La La Long)
«Sweat (A La La La La Long)» es una canción de la banda de reggae fusion jamaiquino Inner Circle. Fue lanzado por Warner Records como el primer sencillo de su duodécimo álbum, Bad to the Bone (1992).
Escrita por Ian y Roger Lewis y producida por ellos junto a Touter Harvey, la canción fue vocalizada por un antiguo miembro de la banda, Calton Coffie. 
Se convirtió en un éxito número uno en Bélgica, Alemania, Países Bajos, Nueva Zelanda y Suiza. En Estados Unidos, alcanzó los números 16 y 12 en las listas Billboard Hot 100 y Cash Box Top 100. El video musical que lo acompaña, muestra al grupo en la playa y fue dirigido por Mathias Julien. El canal de música australiano Max incluyó "Sweat (A La La La La Long)" en su lista de las "1000 mejores canciones de todos los tiempos" en 2017.
A menudo la gran mayoría de personas suelen creer que esta canción y Bad boys fueron compuestas y cantadas originalmente por Bob Marley, pero lo cierto es que se compuso años después de su muerte. 

## Lista de canciones
CD maxisencillo
1. «Sweat» (original versión) — 3:49
2. «Sweat» (sweatbox construction) — 7:56
3. «Sweat» (circle zone dub mix) — 5:14
4. «Bad Boys» (original mix) — 3:51

12" maxisencillo
Europa
1. «Sweat» (swemix remix) — 5:35
2. «Sweat» (sweatbox construction) — 7:51
3. «Sweat» (circle zone dub mix) — 5:09

Estados Unidos
1. «Sweat» (Don T's dancehall version) — 3:54
2. «Sweat» (JJ's glamarama remix) — 5:27
3. «Sweat» (Don T's dub version) — 3:53
4. «Sweat» (Dave Morales def mix) — 4:53
5. «Sweat» (Dave's def raggamuffin dub) — 4:07
6. «Sweat» (original mix) — 3:46

7" sencillo
1. «Sweat» (original versión) — 3:46
2. «Bad Boys» (original mix) — 3:50

Casete
1. «Sweat» (original versión) — 3:46
2. «Bad Boys» (original mix) — 3:50
3. «Sweat» (original versión) — 3:46
4. «Bad Boys» (original mix) — 3:50

CD maxisencillo - Remixes
1. «Sweat» (swemix edit) — 4:20
2. «Sweat» (JJ's glamarama dancehall remix) — 5:27
3. «Sweat» (original versión) — 3:46
4. «Sweat» (JJ's ragga zone dub) — 4:16
5. «Sweat» (DJ beats) — 2:30

## Posicionamiento en listas
| Listas (1992-1993)                      | Mejor posición |
| --------------------------------------- | -------------- |
| Alemania (Offizielle Deutsche Charts)   | 1              |
| Australia (ARIA)                        | 2              |
| Austria (Ö3 Austria Top 40)             | 2              |
| Bélgica (Flandes) (Ultratop 50)         | 1              |
| Canadá (RPM Top Singles)                | 38             |
| Estados Unidos (Billboard Hot 100)      | 16             |
| Estados Unidos (Hot R&B/Hip-Hop Songs)  | 73             |
| Estados Unidos (Mainstream Top 40)      | 8              |
| Estados Unidos (Rhythmic)               | 22             |
| Estados Unidos (Radio Songs)            | 17             |
| Estados Unidos (Bubbling Under Hot 100) | 2              |
| Estados Unidos (Cash Box Top 100)       | 12             |
| Francia (SNEP)                          | 12             |
| Irlanda (IRMA)                          | 3              |
| Italia (Hit Parade Italia)              | 25             |
| Nueva Zelanda (Recorded Music NZ)       | 1              |
| Noruega (VG-lista)                      | 8              |
| Países Bajos (Dutch Top 40)             | 1              |
| Países Bajos (Mega Single Top 100)      | 1              |
| Reino Unido (UK Singles Chart)          | 3              |
| Suecia (Sverigetopplistan)              | 2              |
| Suiza (Schweizer Hitparade)             | 1              |